# Cazeneuve
 Cazeneuve  ist eine französische Gemeinde mit 170 Einwohnern (Stand 1. Januar 2022) im Département Gers in der Region Okzitanien. Sie gehört zum Kanton Armagnac-Ténarèze im Arrondissement Condom.

## Geografie
Die Gemeinde Cazeneuve liegt im Tal der Izaute, etwa 23 Kilometer südwestlich von Condom. Cazeneuve besteht aus den Weilern Balenton, Berrit, Lamothe und Le Poteau sowie zahlreichen Einzelhöfen. Nachbargemeinden von Cazaneuve sind Montréal im Norden, Lagraulet-du-Gers im Osten und Südosten, Eauze im Südwesten und Bretagne-d’Armagnac im Westen.

## Bevölkerungsentwicklung
| Jahr                       | 1962 | 1968 | 1975 | 1982 | 1990 | 1999 | 2009 | 2020 |
| Einwohner                  | 190  | 205  | 178  | 138  | 139  | 127  | 138  | 162  |
| Quellen: Cassini und INSEE |      |      |      |      |      |      |      |      |

## Sehenswürdigkeiten
- Kirche Saint-Michel
- Kirche im Ortsteil Lamothe, Monument historique
- Turm im Ortsteil Lamothe, Monument historique

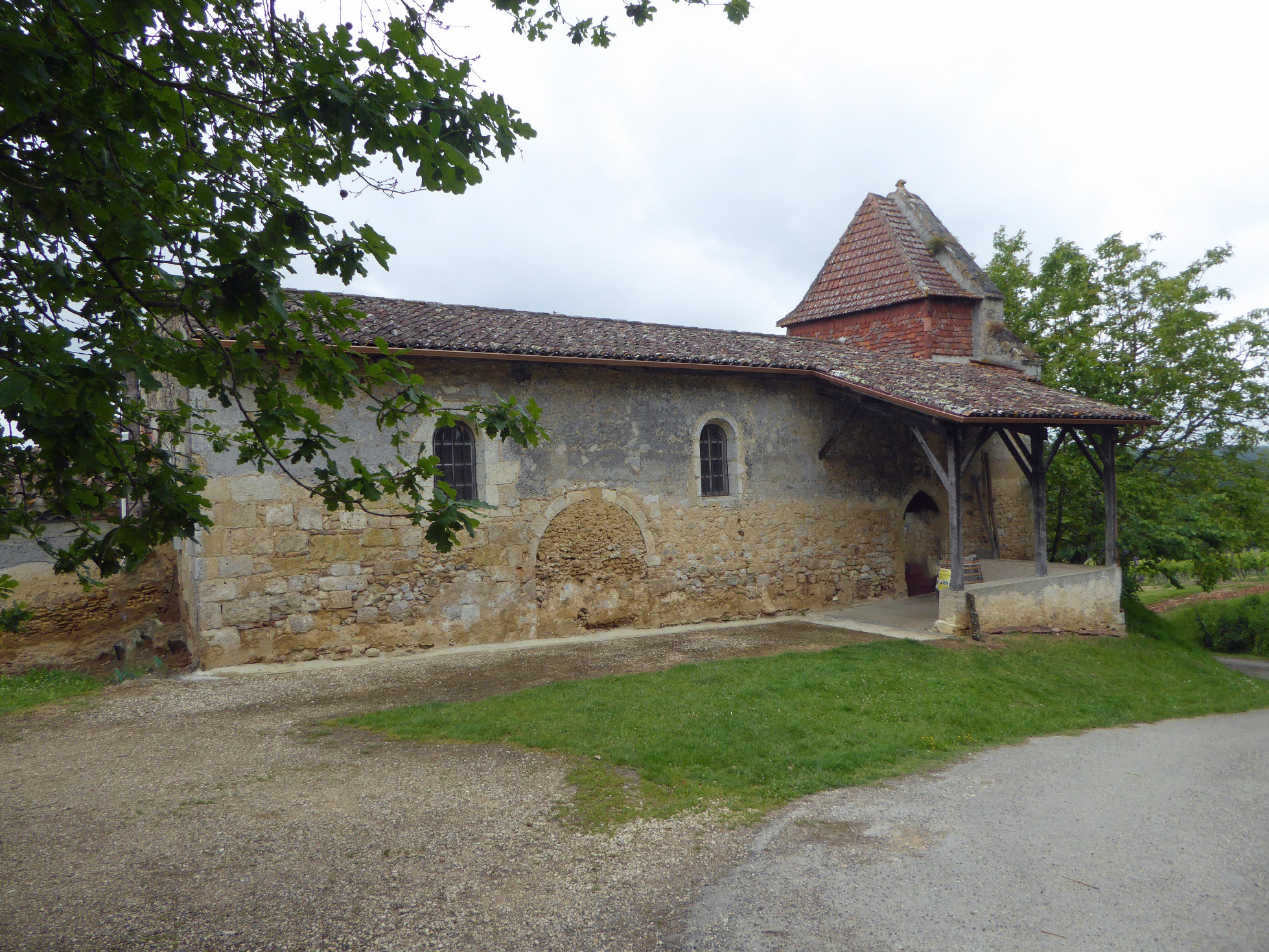
Kirche Lamothe
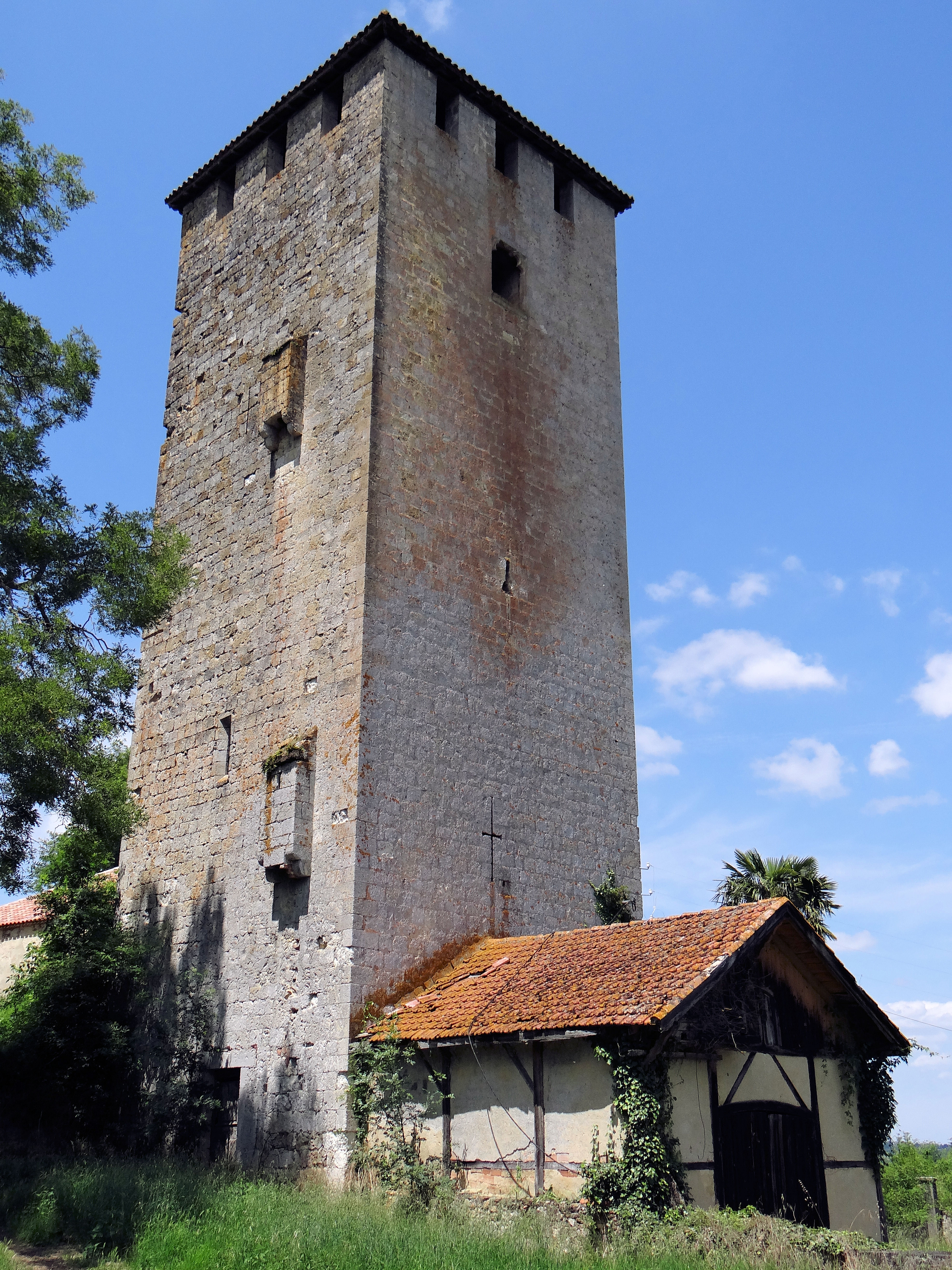
Turm Lamothe